# Ben Roethlisberger
Benjamin Todd "Ben" Roethlisberger (Lima, Ohio, 1982. március 2. –) becenevén "Big Ben",az NFL-ben (National Football League) játszó irányító, a Pittsburgh Steelers játékosa volt. A Miami Egyetemről 2004-ben draftolták az első körben.
Az év újonc támadó játékosa volt 2004-ben, 2007-ben már az AFC Pro Bowl csapatába is beválogatták. 2005-ös szezonban minden idők legfiatalabb Super Bowl-győztes irányítója lett miután legyőzték a Seattle Seahawks csapatát, ekkor 23 éves volt. A 2008-as szezonban ismét Super Bowl győzelemre vezette csapatát, ekkor az Arizona Cardinals csapatát verték 27-23-ra. "Big Ben" 35 másodperccel a meccs vége előtt dobott győztes touchdown passzt Santonio Holmes-nak.
Roethlisberger minden idők egyik leghatékonyabb irányítója az NFL történetében. Az összes irányítót figyelembe véve, akiknek legalább 1500 passzkísérletük van pályafutásuk során, 9. a passer rating rangsorban (92.6), 5. a passz kísérletenkénti átlag yardokat tekintve (8.06), és 11. a passzhatékonyságban (63,24%).
2022 januárjában visszavonult.